# Walace
Walace Souza Silva (Salvador, Brasil, 4 de abril de 1995), conocido como Walace, es un futbolista brasileño que juega como centrocampista en el Cruzeiro E. C. del Campeonato Brasileño de Serie A.

## Selección nacional

### Juveniles
Walace ha sido parte de la selección de Brasil en las categorías inferiores sub-20 y sub-23.
En 2015 disputó el Campeonato Sudamericano sub-20, en Uruguay, jugó 5 partidos, todos como titular, y clasificaron a la Copa Mundial. Pero no fue convocado para ser parte del Mundial, certamen en que Brasil logró el subcampeonato.

#### Participaciones en categorías inferiores
| Competición                             | Sede    | Resultado     | Partidos | Goles |
| --------------------------------------- | ------- | ------------- | -------- | ----- |
| Sudamericano Sub-20 de 2015             | Uruguay | Cuarto puesto | 5        | 0     |
| Juegos Olímpicos de Río de Janeiro 2016 | Brasil  | Campeón       | 4        | 0     |

### Absoluta
El 29 de abril de 2016 fue reservado por primera vez por Dunga, en un plantel preliminar de la Copa América Centenario. No fue confirmado en la lista definitiva que se reveló el 5 de mayo, entre los 23 jugadores para disputar la Copa América.
Debido a problemas personales, el jugador Luiz Gustavo abandonó la concentración brasileña, por lo que el 2 de junio fue llamado Walace en su lugar para jugar la Copa América.

#### Participaciones en absoluta
| Competición             | Sede           | Resultado      | Partidos | Goles |
| ----------------------- | -------------- | -------------- | -------- | ----- |
| Copa América Centenario | Estados Unidos | Fase de grupos | 1        | 0     |

## Estadísticas
Actualizado al 28 de mayo de 2025.
| Club | Div.          | Temporada     | Liga  | Liga  | Estatal | Estatal | Copas nacionales(1) | Copas nacionales(1) | Torneos internacionales(2) | Torneos internacionales(2) | Total | Total |
| Club | Div.          | Temporada     | Part. | Goles | Part.   | Goles   | Part.               | Goles               | Part.                      | Goles                      | Part. | Goles |
| --- | ------------- | ------------- | ----- | ----- | ------- | ------- | ------------------- | ------------------- | -------------------------- | -------------------------- | ----- | ----- |
| Grêmio F.-B. P. A. · Brasil | 1.ª           | 2014          | 19    | 0     | 0       | 0       | 1                   | 0                   | ―                          | ―                          | 20    | 0     |
| Grêmio F.-B. P. A. · Brasil | 1.ª           | 2015          | 34    | 0     | 8       | 0       | 8                   | 0                   | ―                          | ―                          | 50    | 0     |
| Grêmio F.-B. P. A. · Brasil | 1.ª           | 2016          | 24    | 1     | 9       | 3       | 8                   | 0                   | 4                          | 1                          | 45    | 5     |
| Grêmio F.-B. P. A. · Brasil | Total club    | Total club    | 77    | 1     | 17      | 3       | 17                  | 0                   | 4                          | 1                          | 115   | 5     |
| Hamburgo S. V. · Alemania | 1.ª           | 2016-17       | 9     | 1     | ―       | ―       | 2                   | 0                   | ―                          | ―                          | 11    | 1     |
| Hamburgo S. V. · Alemania | 1.ª           | 2017-18       | 18    | 1     | ―       | ―       | 1                   | 0                   | ―                          | ―                          | 19    | 1     |
| Hamburgo S. V. · Alemania | Total club    | Total club    | 27    | 2     | 0       | 0       | 3                   | 0                   | 0                          | 0                          | 30    | 2     |
| Hannover 96 · Alemania | 1.ª           | 2018-19       | 26    | 1     | ―       | ―       | 2                   | 0                   | ―                          | ―                          | 28    | 1     |
| Hannover 96 · Alemania | Total club    | Total club    | 26    | 1     | 0       | 0       | 2                   | 0                   | 0                          | 0                          | 28    | 1     |
| Udinese Calcio · Italia | 1.ª           | 2019-20       | 20    | 0     | ―       | ―       | 2                   | 0                   | ―                          | ―                          | 22    | 0     |
| Udinese Calcio · Italia | 1.ª           | 2020-21       | 30    | 0     | ―       | ―       | 0                   | 0                   | ―                          | ―                          | 30    | 0     |
| Udinese Calcio · Italia | 1.ª           | 2021-22       | 36    | 1     | ―       | ―       | 2                   | 0                   | ―                          | ―                          | 38    | 1     |
| Udinese Calcio · Italia | 1.ª           | 2022-23       | 37    | 0     | ―       | ―       | 0                   | 0                   | ―                          | ―                          | 37    | 0     |
| Udinese Calcio · Italia | 1.ª           | 2023-24       | 37    | 2     | ―       | ―       | 1                   | 0                   | ―                          | ―                          | 38    | 2     |
| Udinese Calcio · Italia | Total club    | Total club    | 160   | 3     | 0       | 0       | 5                   | 0                   | 0                          | 0                          | 165   | 3     |
| Cruzeiro E. C. · Brasil | 1.ª           | 2024          | 11    | 0     | ―       | ―       | ―                   | ―                   | 6                          | 1                          | 17    | 1     |
| Cruzeiro E. C. · Brasil | 1.ª           | 2025          | 5     | 0     | 3       | 0       | 1                   | 0                   | 5                          | 0                          | 14    | 0     |
| Cruzeiro E. C. · Brasil | Total club    | Total club    | 16    | 0     | 3       | 0       | 1                   | 0                   | 11                         | 1                          | 31    | 1     |
| Total carrera | Total carrera | Total carrera | 306   | 7     | 20      | 3       | 28                  | 0                   | 15                         | 2                          | 369   | 12    |
| (1)Incluidos los datos de la Copa de Brasil, Copa de Alemania y Copa Italia. (2)Incluidos los datos de la Copa Libertadores (2016) y Copa Sudamericana (2024). |               |               |       |       |         |         |                     |                     |                            |                            |       |       |

## Palmarés

### Títulos nacionales
| Título         | Club               | País   | Año  |
| -------------- | ------------------ | ------ | ---- |
| Copa de Brasil | Grêmio F.-B. P. A. | Brasil | 2016 |

### Títulos internacionales
| Título           | Club (*)      | País   | Año  |
| ---------------- | ------------- | ------ | ---- |
| Juegos Olímpicos | Brasil sub-23 | Brasil | 2016 |

(*) Incluyendo la selección.

### Distinciones individuales
| Distinción                                               | Año  |
| -------------------------------------------------------- | ---- |
| Jóvenes promesas de Brasil para Pasión Fútbol (puesto 6) | 2016 |